# Elektronegativnost
Elektronegativnost, ki jo označujemo z grško črko hi (χ), je kemijska lastnost, ki opisuje sposobnost atoma (ali bolj redko funkcionalne skupine), da v kovalentni vezi pritegne valenčne elektrone. Elektronegativnost je prvi predpostavil Linus Carl Pauling leta 1932 med razvijanjem teorije kovalentne vezi. Kasneje se je izkazalo, da je elektronegativnost soodnosna z mnogimi drugimi kemijskimi lastnostmi elementov. Elektronegativnosti se ne da izmeriti, temveč jo je treba izračunati iz drugih lastnosti atoma ali molekule. Za izračunavanje se uporablja več metod, med katerimi je nekaj majhnih razlik v številčnih vrednostih, vse metode pa pokažejo nekaj periodičnih trendov med elementi.
Najbolj pogosta metoda za izračunavanje je tista, ki jo je kot prvo predlagal Pauling. Rezultat je niz brezrazsežnih vrednosti od 0,7 do 4, ki ga običajno imenujemo Paulingova lestvica. Vodik ima elektronegativnost enako 2,2. Če se za računanje elektronegativnosti uporabi kakšna druga metoda, se rezultati običajno (ni obvezno) preračunajo v lestvico, ki ima enak razpon kot Paulingova lestvica, se pravi v elektronegativnost v Paulingovih enotah.
Izračunana elektronegativnost ni strogo povezana z lastnostmi atoma, ampak bolj z lastnostmi atoma v molekuli. Ekvivalentna lastnost prostega atoma je njegova elektronska afiniteta. Pričakovali bi, da se elektronegativnost elementa spreminja z njegovim kemijskim okoljem, očitno pa gre za prenosno lastnost, ker ima v različnih okoljih primerljive vrednosti.
Nasprotna lastnost je elektropozitivnost, ki je merilo sposobnosti oddajanja elektronov.

## Elektronegativnosti elementov
| → Atomski polmer pada → Ionizacijska energija raste → Elektronegativnost raste → | → Atomski polmer pada → Ionizacijska energija raste → Elektronegativnost raste → | → Atomski polmer pada → Ionizacijska energija raste → Elektronegativnost raste → | → Atomski polmer pada → Ionizacijska energija raste → Elektronegativnost raste → | → Atomski polmer pada → Ionizacijska energija raste → Elektronegativnost raste → | → Atomski polmer pada → Ionizacijska energija raste → Elektronegativnost raste → | → Atomski polmer pada → Ionizacijska energija raste → Elektronegativnost raste → | → Atomski polmer pada → Ionizacijska energija raste → Elektronegativnost raste → | → Atomski polmer pada → Ionizacijska energija raste → Elektronegativnost raste → | → Atomski polmer pada → Ionizacijska energija raste → Elektronegativnost raste → | → Atomski polmer pada → Ionizacijska energija raste → Elektronegativnost raste → | → Atomski polmer pada → Ionizacijska energija raste → Elektronegativnost raste → | → Atomski polmer pada → Ionizacijska energija raste → Elektronegativnost raste → | → Atomski polmer pada → Ionizacijska energija raste → Elektronegativnost raste → | → Atomski polmer pada → Ionizacijska energija raste → Elektronegativnost raste → | → Atomski polmer pada → Ionizacijska energija raste → Elektronegativnost raste → | → Atomski polmer pada → Ionizacijska energija raste → Elektronegativnost raste → | → Atomski polmer pada → Ionizacijska energija raste → Elektronegativnost raste → | → Atomski polmer pada → Ionizacijska energija raste → Elektronegativnost raste → | → Atomski polmer pada → Ionizacijska energija raste → Elektronegativnost raste → |
| -------------------------------------------------------------------------------- | -------------------------------------------------------------------------------- | -------------------------------------------------------------------------------- | -------------------------------------------------------------------------------- | -------------------------------------------------------------------------------- | -------------------------------------------------------------------------------- | -------------------------------------------------------------------------------- | -------------------------------------------------------------------------------- | -------------------------------------------------------------------------------- | -------------------------------------------------------------------------------- | -------------------------------------------------------------------------------- | -------------------------------------------------------------------------------- | -------------------------------------------------------------------------------- | -------------------------------------------------------------------------------- | -------------------------------------------------------------------------------- | -------------------------------------------------------------------------------- | -------------------------------------------------------------------------------- | -------------------------------------------------------------------------------- | -------------------------------------------------------------------------------- | -------------------------------------------------------------------------------- |
| Skupina (kolona)                                                                 | 1                                                                                | 2                                                                                | 3                                                                                | 4                                                                                | 5                                                                                | 6                                                                                | 7                                                                                | 8                                                                                | 9                                                                                | 10                                                                               | 11                                                                               | 12                                                                               | 13                                                                               | 14                                                                               | 15                                                                               | 16                                                                               | 17                                                                               | 18                                                                               |                                                                                  |
| Perioda (vrstica)                                                                |                                                                                  |                                                                                  |                                                                                  |                                                                                  |                                                                                  |                                                                                  |                                                                                  |                                                                                  |                                                                                  |                                                                                  |                                                                                  |                                                                                  |                                                                                  |                                                                                  |                                                                                  |                                                                                  |                                                                                  |                                                                                  |                                                                                  |
| 1                                                                                | H 2.20                                                                           |                                                                                  |                                                                                  |                                                                                  |                                                                                  |                                                                                  |                                                                                  |                                                                                  |                                                                                  |                                                                                  |                                                                                  |                                                                                  |                                                                                  |                                                                                  |                                                                                  |                                                                                  |                                                                                  | He                                                                               |                                                                                  |
| 2                                                                                | Li 0.98                                                                          | Be 1.57                                                                          |                                                                                  |                                                                                  |                                                                                  |                                                                                  |                                                                                  |                                                                                  |                                                                                  |                                                                                  |                                                                                  |                                                                                  | B 2.04                                                                           | C 2.55                                                                           | N 3.04                                                                           | O 3.44                                                                           | F 3.98                                                                           | Ne                                                                               |                                                                                  |
| 3                                                                                | Na 0.93                                                                          | Mg 1.31                                                                          |                                                                                  |                                                                                  |                                                                                  |                                                                                  |                                                                                  |                                                                                  |                                                                                  |                                                                                  |                                                                                  |                                                                                  | Al 1.61                                                                          | Si 1.90                                                                          | P 2.19                                                                           | S 2.58                                                                           | Cl 3.16                                                                          | Ar                                                                               |                                                                                  |
| 4                                                                                | K 0.82                                                                           | Ca 1.00                                                                          | Sc 1.36                                                                          | Ti 1.54                                                                          | V 1.63                                                                           | Cr 1.66                                                                          | Mn 1.55                                                                          | Fe 1.83                                                                          | Co 1.88                                                                          | Ni 1.91                                                                          | Cu 1.90                                                                          | Zn 1.65                                                                          | Ga 1.81                                                                          | Ge 2.01                                                                          | As 2.18                                                                          | Se 2.55                                                                          | Br 2.96                                                                          | Kr 3.00                                                                          |                                                                                  |
| 5                                                                                | Rb 0.82                                                                          | Sr 0.95                                                                          | Y 1.22                                                                           | Zr 1.33                                                                          | Nb 1.6                                                                           | Mo 2.16                                                                          | Tc 1.9                                                                           | Ru 2.2                                                                           | Rh 2.28                                                                          | Pd 2.20                                                                          | Ag 1.93                                                                          | Cd 1.69                                                                          | In 1.78                                                                          | Sn 1.96                                                                          | Sb 2.05                                                                          | Te 2.1                                                                           | I 2.66                                                                           | Xe 2.60                                                                          |                                                                                  |
| 6                                                                                | Cs 0.79                                                                          | Ba 0.89                                                                          | *                                                                                | Hf 1.3                                                                           | Ta 1.5                                                                           | W 2.36                                                                           | Re 1.9                                                                           | Os 2.2                                                                           | Ir 2.20                                                                          | Pt 2.28                                                                          | Au 2.54                                                                          | Hg 2.00                                                                          | Tl 1.62                                                                          | Pb 2.33                                                                          | Bi 2.02                                                                          | Po 2.0                                                                           | At 2.2                                                                           | Rn 2.2                                                                           |                                                                                  |
| 7                                                                                | Fr 0.7                                                                           | Ra 0.9                                                                           | **                                                                               | Rf                                                                               | Db                                                                               | Sg                                                                               | Bh                                                                               | Hs                                                                               | Mt                                                                               | Ds                                                                               | Rg                                                                               | Uub                                                                              | Uut                                                                              | Uuq                                                                              | Mc                                                                               | Uuh                                                                              | Uus                                                                              | Uuo                                                                              |                                                                                  |
|                                                                                  |                                                                                  |                                                                                  |                                                                                  |                                                                                  |                                                                                  |                                                                                  |                                                                                  |                                                                                  |                                                                                  |                                                                                  |                                                                                  |                                                                                  |                                                                                  |                                                                                  |                                                                                  |                                                                                  |                                                                                  |                                                                                  |                                                                                  |
| Lantanoidi                                                                       | *                                                                                | La 1.1                                                                           | Ce 1.12                                                                          | Pr 1.13                                                                          | Nd 1.14                                                                          | Pm 1.13                                                                          | Sm 1.17                                                                          | Eu 1.2                                                                           | Gd 1.2                                                                           | Tb 1.1                                                                           | Dy 1.22                                                                          | Ho 1.23                                                                          | Er 1.24                                                                          | Tm 1.25                                                                          | Yb 1.1                                                                           | Lu 1.27                                                                          |                                                                                  |                                                                                  |                                                                                  |
| Aktinoidi                                                                        | **                                                                               | Ac 1.1                                                                           | Th 1.3                                                                           | Pa 1.5                                                                           | U 1.38                                                                           | Np 1.36                                                                          | Pu 1.28                                                                          | Am 1.13                                                                          | Cm 1.28                                                                          | Bk 1.3                                                                           | Cf 1.3                                                                           | Es 1.3                                                                           | Fm 1.3                                                                           | Md 1.3                                                                           | No 1.3                                                                           | Lr 1.3                                                                           |                                                                                  |                                                                                  |                                                                                  |
|                                                                                  |                                                                                  |                                                                                  |                                                                                  |                                                                                  |                                                                                  |                                                                                  |                                                                                  |                                                                                  |                                                                                  |                                                                                  |                                                                                  |                                                                                  |                                                                                  |                                                                                  |                                                                                  |                                                                                  |                                                                                  |                                                                                  |                                                                                  |

## Računske metode

### Paulingova elektronegativnost
Pauling je koncept elektronegativnosti prvič predlagal leta 1932 kot razlago pojava, da je kovalentna vez med dvema različnima atomoma (A-B) močnejša od povprečja moči vezi A-A in B-B.
Če bi se vezni eletronski par razdelil enakomerno med atoma A in B bi pomenilo, da je vez popolnoma kovalentna in bi zato pričakovali, da bo energija vezi A-B enaka srednji vrednosti vezi A-A in B-B. Energija vezi A-B je v resnici večja od izračunane srednje vrednosti, kvadratni koren te razlike pa bi bil merilo relativne elektronegativnosti, se pravi tendence k privlačenju elektrona.
Po valenčni teoriji vezi, katere zagovornik je bil tudi Pauling, je ta "dodatna stabilizacija" heteronuklearne vezi posledica prispevkov ionskih kanoničnih oblik.
Razlika v elektronegativnosti med atomoma A in B je enaka
{\displaystyle \chi _{\rm {A}}-\chi _{\rm {B}}=({\rm {eV}})^{-1/2}{\sqrt {E_{\rm {d}}({\rm {AB}})-[E_{\rm {d}}({\rm {AA}})+E_{\rm {d}}({\rm {BB}})]/2}}\!\,.}
Disociacijske energije Ed vezi A-B, A-A in B-B izražene v eV. Člen (Ev)-½ je dodan zato, da je rezultat brez dimenzije. Tako izračunana razlika Paulingove elektronegativnosti med vodikom in bromom je 0,73 (disociacijske energije: H-Br 3,79 Ev, H-H 4,52 Ev, Br-Br 2,00 Ev).
Ker se s to enačbo lahko izračuna samo razliko elektronegativnosti, je treba za sestavljanje lestvice izbrati primerno referenčno točko. Za referenco je bil izbran vodik, ker tvori kovalentne spojine z velikim številom različnih elementov. Njegova elektronegativnost je bila najprej določena kot 2,1, kasneje pa so jo spremenili v 2,20. Naslednji korak je bila določitev, kateri od elementov je bolj negativen, ker ima korenska enačba pozitivno in negativno rešitev. Predznak je bil izbran po "kemijski intuiciji": ker se vodkov bromid (HBr) topi v vodi in tvori iona H+ in Br-, je brom bolj elektronegativen kot vodik.
Za izračun Paulingove elektronegativnosti elementov je treba imeti podatke o disociacijskih energijah najmanj dveh različnih kovalentnih vezi, ki jih tvori ta element. Prvotna Paulingova lestvica je bila leta 1961 zaradi množice novih in bolj natančnih podatkov revidirana. Trenutno veljavne vrednosti so prikazane v tabeli "Elektronegativnosti elementov".

### Mullikenova elektronegativnost
Mullikan je predpostavil, da bi aritmetična sredina prve ionizacijske energije in elektronske afinitete lahko bila merilo tendence atoma, da privlači elektrone. Ker elektronegativnost, določena po tej metodi ni odvisna od arbitrarne relativne lestvice, je kmalu dobila naziv absolutna elektronegativnost. Njene vrednosti so izražene v kJ/mol ali eV.
V praksi se te absolutne vrednosti z linearno transformacijo običajno pretvorijo v vrednosti, ki so primerljive z bolj udomačenimi Paulingovimi vrednostmi. Za energije in elektronske afinitete v eV se uporabja enačba
{\displaystyle \chi =0.187(E_{\rm {i}}+E_{\rm {ea}})+0.17\!\,}
za energije v kJ/mol pa enačba
{\displaystyle \chi =(1.97\times 10^{-3})(E_{\rm {i}}+E_{\rm {ea}})+0.19\!\,.}
Do leta 2006 se je dalo Mullikenovo elektronegativnost izračunati samo za 57 elementov z znanimi elektronskimi afinitetami.

### Allred-Rochowova elektronegativnost
Allred in Rochow sta predpostavila, da bi elektronegativnost lahko bila povezana z nabojem na "površini" atoma: večja gostota naboja na površini atoma bi pomenila večjo tendenco atoma, da privlači elektrone. Efektivni naboj jedra Z* lahko iz izkušenj z valenčnimi elektroni ocenimo s Slaterjevimi pravili, za površino atoma v molekuli pa lahko rečemo, da je proporcionalna kvadratu kovalentnega polmera rcov, izraženega v Å:
{\displaystyle \chi =0.359{{Z\star } \over {r_{\rm {cov}}^{2}}}+0.744\!\,.}

### Sandersonova elektronegativnost
Sanderson je opazil povezavo med elektronegativnostjo in velikostjo atoma. Njegova metoda za izračun elektronegativnosti temelji na recipročnem atomskem volumnu. Sandersonova elektronegativnost je omogočila, da se je iz znanih dolžin kemijskih vezi ocenila energija vezi široke palete spojin. Sandersonova elektronegativnost se je uporabljala tudi za izračunavanje geometrije molekul, energije s-elektronov, konstant spin-spin (jedrska magnetna resonanca) in drugih parametrov organskih spojin.

### Allenova elektronegativnost
Allenova definicija elektronegativnosti je najbrž najenostavnejša: predpostavil je, da je elektronegativnost povezana s povprečno energijo valenčnih elektronov prostega atoma.
{\displaystyle \chi ={n_{\rm {s}}\varepsilon _{\rm {s}}+n_{\rm {p}}\varepsilon _{\rm {p}} \over n_{\rm {s}}+n_{\rm {p}}}\!\,}
εs in εp sta energiji enega s- oziroma p- elektrona v prostem atomu, ns in np pa je število s- oziroma p-elektronov na valenčni orbitali. Za pretvorbo kJ/mol oziroma eV v Pulingovo elektronegativnost se uporabljata pretvorbena faktorja 1,75x10−3 oziroma 0,169.
Energijo enega elektrona lahko določimo neposredno iz spektroskopskih podatkov, zato tako izačunano elektronegatvnost imenujemo tudi spektroskopska elektronegatnost. Potrebni podatki so dostopni skoraj za vse elemente, tako da lahko izračunamo elektronegarivnost tudi tistih elementov, ke se na druge načine ne dajo izračunati, na primer francija (0,67).
Allenova metoda obravnava samo valenčne elektrone s- in p-, tako da ostaja odprto vprašanje, kako obravnavati valenčne elektrone v bloku elementov d- in f-. Ta pomanjkljivost vnaša nekaj negotovosti v elektronegativnosti, izračunane z Allenovo metodo.
V Allenovi lestvici ima največjo elektronegativnost od vseh elementov neon, sledijo pa mu fluor, helij in kisik.
Povsem nove lestvice elektronegativnosti, ki temeljijo na elektrofilnosti kemijskih sistemov, sta predlagala Noorizadeh in Shakerzadeh. Njuna lestivica ima signifikantno korelacijo s Paulingovo in Allred-Rochowovo elektronegativnostjo.

## Povezave elektronegativnosti z drugimi lastnostmi
Elektronegativnosti, izračunane z zelo različnimi metodami, so med seboj primerljive, kar pomeni, da elektronegativnost vpliva na številne kemijske lastnosti elementov.
Elektronegativnost se najpogosteje uporablja v razpravah o polarnosti kemijske vezi, katere koncept je vpeljal Pauling. Na splošno velja, da večja razlika v elektronegativnosti dveh atomov pomeni večjo polarnost vezi med njima in da bo atom z večjo elektronegativnostjo negativni pol nastalega dipola. Pauling je celo predlagal enačbo, ki povezuje "ionske lastnosti" vezi in razliko v elektronegativnosti dveh atomov, ki pa se nič več ne uporablja.
Nekaj povezav je tudi med infrardečimi frekvencami raztezanja nekaterih vezi in elektronegativnostjo vezanih atomov. To ni pravzaprav nič nenavadnega, saj je frekvenca raztezanja delno odvisna od jakosti vezi, ki je vključena tudi v enačbo za izračun Paulingove elektronegativnosti. Bolj prepričljive so povezave med elektronegativnostjo in kemijskim premikom v JMR spektroskopiji in izomerni premik v Mößbauerjevi spektroskopiji. Obe meritvi sta odvisni od gostote s-eletronov in potrjujeta trditev, da je elektronegativnost "sposobnost atoma v molekuli, da pritegne vezne elektrone".

## Trendi elektronegativnosti

### Trendi v periodnem sistemu elementov
Iz grafa Spreminjanje Paulingove elektronegativnosti je razvidno, da elektronegativnosti v periodnem sistemu od leve proti desni naraščajo, po skupinah navzdol (tj. po periodah) pa padajo. Najbolj elektronegativen element je nedvomno fluor, najbolj elektropozitiven pa cezij.
Omenjeno splošno pravilo ima nekaj izjem. Galij in germanij imata višji elektronegativnosti kot aluminij in silicij, kar je posledica kontrakcije d-bloka. Elementi v četrti periodi (Ga, Ge, As, Se in Br) imajo zato nenavadno majhne atomske polmere. Vsi omenjeni elementi imajo polno 3d orbitalo (elektronsko konfiguracijo 3d10), 3d elektroni na notranjih orbitalah pa ne prinesejo mnogo k povečanju celotnega naboja. Ti elementi imajo zato kljub relativno majhnemu naboju zaradi izredno majhnega atomskega polmera visoke elektronegativnosti (glej točki Allred-Rochowova in Sandersonova elektronegativnost). Nenavadno visoko Paulingovo elektronegativnost ima tudi svinec, še posebno če ga primejmamo s talijem in bizmutom. Anomalija je verjetno posledica izbire in razpoložljivosti podatkov, ker dajo izračuni elektronegativnosti po drugih metodah normalne trende teh elementov.

### Odvisnost elektronegativnosti od oksidacijskega stanja
V anorganski kemiji za večino "normalnih" stanj atoma zadostuje ena sama vrednost elektronegativnosti. Takšen pristop ima zaradi enostavnosti veliko prednosti, povsem jasno pa je, da elektronegativnost elementa ni nespremenljiva atomska lastnost, ki je še kako odvisna od oksidacijskega stanja elementa.
Allred je s Paulingovo metodo izračunal elektronegativnosti za različna oksidacijska stanja nekaterih elementov, tudi kositra in svinca, za katere je imel na razpolago dovolj podatkov. Večina elementov ne tvori dovolj različnih kovalentnih spojin z znano disociacijsko energijo, zato izračun ni mogoč. To je še posebno res pri prehodnih elementih, zato je njihova formalna elektronegativnost po navadi povprečje različnih oksidacijskih stanj. Iz istega razloga je pri prehodnih elementih težko ugotoviti trende elektronegativnosti.
| Kislina               | Formula | Oksidacijsko stanje klora | pKa  |
| --------------------- | ------- | ------------------------- | ---- |
| klorova (I) kislina   | HClO    | +1                        | +7.5 |
| klorova (III) kislina | HClO2   | +3                        | +2.0 |
| klorova (V) kislina   | HClO3   | +5                        | −1.0 |
| klorova (VII) kislina | HClO4   | +7                        | −10  |

Kemični vpliv prirastka elektronegativnosti zaradi višjega oksidacijskega stanja opazimo v strukturah oksidov in halogenidov ter kislosti oksidov in oksokislin: CrO3 in Mn2O7 sta kisla oksida z nizkim tališčem, Cr2O3 je amfoteren, Mn2O3 pa bazičen.
Vpliv oksidacijskega stanja je jasno viden tudi pri disociacijskih konstantah (Ka) klorovih oksokislin. Vpliv je mnogo večji od vpliva, ki bi ga lahko razložili s porazdelitvijo negativnega naboja na večje število kisikovih atomov. Zaradi takšne porazdelitve naboja bi bila razlika log(¼) med pKa klorove(I) in klorove(VII) kisline enaka -0,6. Zaradi višjega oksidacijskega stanja centralnega klorovega atoma so vezni elektroni premaknjeni od kisika proti kloru. Parcialni negativni naboj na kisikovih atomih se zmanjša, kislost pa se zato poveča.

## Elektronegativnost funkcionalnih skupin
V organski kemiji je elektronegativnost bolj povezana z različnimi funkcionalnimi skupinami kot s posameznimi atomi, zato govorimo o elektronegativnosti skupin ali elektronegativnosti substuituent. Elektronegativnost po navadi razdelimo na induktivni del in resonančni del, ki sta posledica σ- oziroma π-elektronegativnosti. Za kvantificiranje teh vplivov je na razpolago več enačb za računanje proste energije (najbolj znana je Hammettova enačba). V organofosforni kemiji se za skupinsko elektronegativnost uporabljajo Kabačnikovi parametri.